# Джеймс Л. Галоглі
Джеймс Л. Галоглі (англ. James L. Gallogly, нар. 1 вересня 1952, Сент-Джонс, Ньюфаундленд і Лабрадор, Канада) — американський бізнесмен і виконавчий директор. Займав керівні посади в компанії ConocoPhillips, ChevronPhillips і Phillips Petroleum, колишній головний виконавчий директор LyondellBasell і, в даний час, є директором компанії DuPont.

## Молодість і освіта
Джеймс Л. Галоглі народився 1 січня 1953 року в Сент-Джонс, Ньюфаундленд, Канада, один з десяти дітей Тома і Марджері Галоглі. Навчався в середній школі у Вассон (англ. Wasson) в Колорадо-Спрінгс.
Отримав ступінь бакалавра мистецтв в Університеті Колорадо-Спрінгс штату Колорадо у 1974 році і диплом юриста в Університеті штату Оклахома в 1977. Закінчив розширену управлінську програму у вищій школі менеджменту Північно-Західного університету в 1998 році.

## Кар'єра
Галоглі розпочав кар'єру у Phillips Petroleum Company в 1980 році. Працював на різних юридичних, фінансових та оперативних посадах, у тому числі у Норвегії. Галоглі був призначений віце-президентом Plastic (1996), віце-президентом олефінів та поліолефінів (1998), а потім старшим віце-президентом Chemicals i Plastics (1999). 
Галоглі займав керівні посади у ConocoPhillips, ChevronPhillips і Phillips Petroleum, Phillips Petroleum Corp. і Chevron Corp., об'єднані в Chevron Phillips Chemical. У червні 2000 року став президентом і головним виконавчим директором компанії Chevron Phillips Chemical, однієї з провідних світових виробників олефінів та поліолефінів, залишаючись там до 2006. 
У 2002 році Conoco Inc. і Phillips Petroleum об'єдналися в ConocoPhillips, що базується в Х'юстоні, штат Техас. У 2006 році у ConocoPhillips Галоглі отримва посаду виконавчого віце-президента з переробки, маркетингу і транспортування, а потім — виконавчого віце-президента з розвідки і видобутку. 
Галоглі став головним виконавчим директором компанії LyondellBasell в Х'юстоні, штат Техас в 2009 році, в рамках її реорганізації в процесі банкрутства, і успішно вивів її на роль однієї з найбільших у світі нафтопереробних компаній і виробників полімерів і нафтохімічної промисловості. 
Галоглі формально пішов у відставку з поста генерального директора компанії LyondellBasell у січні 2015 року. Однак, уже 5 лютого 2015 року він був призначений директором DuPont.

## Нагороди
Petrochemical Heritage Award (2015)
ICIS Kavaler Award (2014)
Honorary Doctorate of Science, Університет штату Колорадо (2012)[
Communication Leadership Award (2011) from the Houston chapter of the International Association of Business Communicators

## Благодійність
Від імені Фонду сім'ї Галоглі, Джеймс і Джанет Галоглі пообіцяли пожертвувати $ 1 млн в Університеті Колорадо, підтримуючи створення Events Center Gallogly. Центр названий на честь батька Томмі М. Галоглі, для нетрадиційних дорослих студентів, які отримали ступінь бакалавра (1970) і ступінь магістра (1973) в галузі освіти в UCCS.